# MasterChef (chương trình truyền hình Hoa Kỳ) mùa 1
Mùa đầu tiên của chương trình truyền hình thực tế về nấu ăn cạnh tranh MasterChef bắt đầu được phát sóng từ ngày 27 tháng 7 và kết thúc vào ngày 15 tháng 9 năm 2010 trên kênh truyền hình Fox.
Whitney Miller đến từ Poplarville, Mississippi là người đã giành chiến thắng trong mùa giải đầu tiên của MasterChef cùng với David Miller là á quân của mùa giải.

## Danh sách thí sinh nằm trong top 14
| Thí sinh               | Tuổi | Quê nhà                   | Nghề nghiệp                   | Kết quả                |
| ---------------------- | ---- | ------------------------- | ----------------------------- | ---------------------- |
| Whitney Miller         | 22   | Poplarville, Mississippi  | Sinh viên đại học             | Quán quân (15 tháng 9) |
| David Miller           | 29   | Boston, Massachusetts     | Kỹ sư phần mềm                | Á quân (15 tháng 9)    |
| Lee Knaz               | 27   | Venice, California        | Người pha chế                 | Bị loại (15 tháng 9)   |
| Sheetal Bhagat         | 37   | Chicago, Illinois         | Giáo viên                     | Bị loại (15 tháng 9)   |
| Sharone Hakman         | 28   | Los Angeles, California   | Cố vấn tài chính              | Bị loại (8 tháng 9)    |
| Mike Kim               | 34   | Redondo Beach, California | Phục vụ                       | Bị loại (8 tháng 9)    |
| Jake Gandolfo          | 38   | Santa Cruz, California    | Công nhân xây dựng            | Bị loại (1 tháng 9)    |
| Tracy Nailor           | 42   | Atlanta, Georgia          | Bác sĩ                        | Bị loại (1 tháng 9)    |
| Kim Dung "Slim" Huỳnh  | 22   | Harvey, Louisiana         | Sinh viên đại học             | Bị loại (1 tháng 9)    |
| Anthony "Tony" Carbone | 31   | Boston, Massachusetts     | Phục vụ                       | Bị loại (25 tháng 8)   |
| Faruq Jenkins          | 30   | Glendale, California      | Người pha chế                 | Bị loại (25 tháng 8)   |
| Jenna Hamiter          | 23   | Euless, Texas             | Nội trợ                       | Bị loại (18 tháng 8)   |
| Avis White             | 47   | Vacherie, Louisiana       | Người chăm sóc người cao tuổi | Bị loại (18 tháng 8)   |
| Sheena Zadeh           | 26   | Anaheim, California       | Giám đốc tiếp thị             | Bị loại (18 tháng 8)   |

## Bảng loại trừ
| Thứ hạng | Thí sinh | Tập phim | Tập phim | Tập phim | Tập phim | Tập phim | Tập phim | Tập phim | Tập phim | Tập phim | Tập phim | Tập phim | Tập phim | Tập phim | Tập phim | Tập phim | Tập phim  |
| Thứ hạng | Thí sinh | 4        | 4        | 5        | 6        | 6        | 7        | 8        | 8        | 9        | 10       | 10       | 11       | 11       | 12       | 12       | 13        |
| -------- | -------- | -------- | -------- | -------- | -------- | -------- | -------- | -------- | -------- | -------- | -------- | -------- | -------- | -------- | -------- | -------- | --------- |
| 1        | Whitney  | THẮNG    | AT       | AL       | CAO      | AT       | AL       | AT       | THẤP     | THẮNG    | CAO      | THẮNG    | THẤP     | THẮNG    | MIỄN     | THẮNG    | QUÁN QUÂN |
| 2        | David    | AT       | AT       | AL       | AT       | AT       | THẮNG    | AT       | AT       | THẮNG    | AT       | AT       | THẮNG    | MIỄN     | THẮNG    | MIỄN     | Á QUÂN    |
| 3        | Lee      | AT       | AT       | THẮNG    | AT       | AT       | AL       | THẮNG    | THẮNG    | THẤP     | AT       | THẤP     | CAO      | MIỄN     | MIỄN     | LOẠI     |           |
| 4        | Sheetal  | AT       | AT       | THẮNG    | AT       | AT       | THẮNG    | CAO      | THẤP     | THẮNG    | THẮNG    | THẤP     | AT       | MIỄN     | LOẠI     |          |           |
| 5        | Sharone  | AT       | AT       | AL       | THẮNG    | MIỄN     | THẮNG    | CAO      | AT       | THẮNG    | CAO      | AT       | THẤP     | LOẠI     |          |          |           |
| 6        | Mike     | AT       | THẮNG    | THẮNG    | AT       | THẤP     | THẮNG    | AT       | AT       | AL       | AT       | LOẠI     |          |          |          |          |           |
| 7        | Jake     | CAO      | AT       | THẮNG    | CAO      | THẮNG    | AL       | AT       | AT       | LOẠI     |          |          |          |          |          |          |           |
| 7        | Tracy    | AT       | AT       | THẮNG    | AT       | AT       | AL       | AT       | THẤP     | LOẠI     |          |          |          |          |          |          |           |
| 9        | Slim     | AT       | AT       | AL       | AT       | THẤP     | THẮNG    | AT       | LOẠI     |          |          |          |          |          |          |          |           |
| 10       | Tony     | AT       | AT       | THẮNG    | AT       | AT       | LOẠI     |          |          |          |          |          |          |          |          |          |           |
| 11       | Faruq    | AT       | THẤP     | AL       | AT       | LOẠI     |          |          |          |          |          |          |          |          |          |          |           |
| 12       | Jenna    | AT       | AT       | LOẠI     |          |          |          |          |          |          |          |          |          |          |          |          |           |
| 13       | Avis     | AT       | LOẠI     |          |          |          |          |          |          |          |          |          |          |          |          |          |           |
| 13       | Sheena   | CAO      | LOẠI     |          |          |          |          |          |          |          |          |          |          |          |          |          |           |

     (QUÁN QUÂN) Đầu bếp giành chiến thắng trong cuộc thi.
     (Á QUÂN) Đầu bếp về hạng nhì.
     (THẮNG) Đầu bếp chiến thắng trong thử thách cá nhân (Thử thách Chiếc hộp bí mật, Bài kiểm tra loại trừ hoặc Bài kiểm tra áp lực)
     (THẮNG) Đầu bếp thuộc đội chiến thắng trong Thử thách đồng đội và vào thẳng vòng tiếp theo.
     (CAO) Đầu bếp nằm trong nhóm có món ăn tốt nhất ở thử thách cá nhân, nhưng không thắng.
     (AT) Đầu bếp không được chọn vào nhóm xuất sắc hay tệ nhất trong thử thách cá nhân.
     (MIỄN) Đầu bếp được miễn thi ở vòng đó và an toàn khỏi việc bị loại.
     (AL) Đầu bếp thuộc đội thua trong Thử thách đồng đội và phải thi Bài kiểm tra áp lực.
     (THẤP) Đầu bếp nằm trong nhóm có món ăn tệ nhất trong thử thách cá nhân hoặc Bài kiểm tra áp lực, nhưng vẫn được đi tiếp.
     (LOẠI) Đầu bếp bị loại khỏi MasterChef.

## Danh sách tập phim
| TT. tổng thể | TT. trong mùa phim | Tiêu đề                               | Ngày phát hành gốc  | Người xem tại Hoa Kỳ (triệu) |
| --- | ------------------ | ------------------------------------- | ------------------- | ---------------------------- |
| 1 | 1                  | "Vòng tuyển chọn #1"                  | 27 tháng 7 năm 2010 | n/a                          |
| - Vòng tuyển chọn 1: Hôm nay Sharone, Tracy, Mike, Slim, Jake, Tony và Lee đã giành được tạp dề. |                    |                                       |                     |                              |
| 2 | 2                  | "Vòng tuyển chọn #2"                  | 3 tháng 8 năm 2010  | n/a                          |
| - Vòng tuyển chọn 2: Hôm nay Whitney B., Whitney M., Faruq, Avis, David, Sheena, Hollie, Joe, Jennifer, Ryan, Adele, Dominic, Scott, Max, Charmaine, Sheetal, Jenna và sáu thí sinh khác giành được suất vào vòng trong. |                    |                                       |                     |                              |
| 3 | 3                  | "Công bố 14 đầu bếp nằm trong top 14" | 10 tháng 8 năm 2010 | n/a                          |
| - Bài kiểm tra kỹ năng (phần 1): Nửa đầu của tập này yêu cầu 30 thí sinh được vào vòng trong và được thử thách thái hành theo hai kiểu: thái thô và băm nhuyễn. Bất kỳ ai không đáp ứng được tiêu chuẩn khắt khe của ban giám khảo sẽ bị loại ngay lập tức. Paul, Ryan, Joe, Scott, Jennifer và Hollie đã bị loại trong vòng này, còn lại 24 thí sinh. - Bài kiểm tra kỹ năng (phần 2): Các thí sinh còn lại được phát mỗi người một quả trứng và họ có 30 phút để chế biến một món ăn với trứng là nguyên liệu chủ đạo. Max, Whitney B., Charmaine, Derryl, Adeliz, Josh, Robin, Tamar, Roberto và Asmina bị loại trong thử thách này, còn lại Avis, David, Faruq, Jake, Jenna, Slim, Lee, Mike, Sharone, Sheena, Sheetal, Tony, Tracy và Whitney M. được đi tiếp. |                    |                                       |                     |                              |
| 4 | 4                  | "14 đầu bếp tranh tài, phần 1"        | 18 tháng 8 năm 2010 | n/a                          |
| - Thử thách Chiếc hộp bí mật: Các thí sinh nhận được Chiếc hộp bí mật đầu tiên của mình. Món ăn của Sheena, Jake và Whitney được chọn vào top 3, và Whitney là người nấu món ăn xuất sắc nhất. - Người chiến thắng trong thử thách: Whitney Miller - Bài kiểm tra loại trừ: Whitney được quyền chọn nguyên liệu chính cho cả mình và các thí sinh khác trong bài kiểm tra loại trừ, với chủ đề là ẩm thực Trung Hoa. Whitney đã chọn quýt Mandarin. Món ăn của Mike được đánh giá là ngon nhất và anh được chọn làm đội trưởng trong vòng tiếp theo. Whitney, Slim, Tony, Jenna, Tracy, Sheetal, David, Lee và Sharone cũng thể hiện đủ tốt để tiếp tục bước vào vòng sau. - Người chiến thắng: Mike Kim - Ba thí sinh có thành tích kém nhất: Avis White, Faruq Jenkins và Sheena Zadeh - Thí sinh bị loại: Avis White và Sheena Zadeh |                    |                                       |                     |                              |
| 5 | 5                  | "14 đầu bếp tranh tài, phần 2"        | 18 tháng 8 năm 2010 | n/a                          |
| - Thử thách đồng đội: Trong Thử thách Đồng đội, các đầu bếp được yêu cầu nấu ăn cho 100 người lính Thủy quân Lục chiến và ban giám khảo sẽ quyết định đội chiến thắng. Mike làm đội trưởng Đội Xanh và chọn Jake, Lee, Tracy, Tony và Sheetal về đội mình, để lại Sharone, David, Whitney, Slim, Faruq và Jenna tạo thành Đội Đỏ. Sharone đảm nhận vai trò đội trưởng. Đội Xanh được tuyên bố là đội chiến thắng. - Người chiến thắng Thử thách đồng đội/được miễn loại: Jake Gandolfo, Lee Knaz, Mike Kim, Sheetal Bhagat, Tony Carbone và Tracy Nailor - Bài kiểm tra áp lực: Graham nấu một nồi món ớt cay kiểu Texas cho các thành viên Đội Đỏ. Họ lần lượt được gọi lên, nếm thử món ăn và phải gọi tên một nguyên liệu. Ai đoán được ít nguyên liệu nhất trước khi đưa ra câu trả lời sai sẽ bị loại. - Thí sinh bị loại: Jenna Hamiter |                    |                                       |                     |                              |
| 6 | 6                  | "11 đầu bếp tranh tài, phần 1"        | 25 tháng 8 năm 2010 | n/a                          |
| - Thử thách Chiếc hộp bí mật: Thử thách lần này yêu cầu các thí sinh làm bánh cupcake. Whitney, Jake và Sharone là ba người có món ăn xuất sắc nhất, và chiếc cupcake của Sharone đã giúp anh giành chiến thắng. - Người chiến thắng thử thách/được miễn loại: Sharone Hakman - Thử thách Đặc biệt/Bài kiểm tra loại trừ: Sharone được giới thiệu với đầu bếp Cat Cora và được xem ba món ăn đặc trưng của cô, trong đó anh phải chọn một món để cùng các thí sinh khác tái hiện lại. Anh chọn món cá halibut với nấm truffle. Sharone cũng được thông báo rằng nếu anh có thể nấu món ăn đạt chất lượng cao hơn chính phiên bản của Cat Cora, anh sẽ được vào thẳng top 4. Tuy nhiên, ban giám khảo không đánh giá món của Sharone cao hơn bản gốc. Jake là người chiến thắng trong thử thách này. - Người chiến thắng: Jake Gandolfo - Ba thí sinh có thành tích kém nhất: Faruq Jenkins, Mike Kim và Slim Huynh - Thí sinh bị loại: Faruq Jenkins                                                      |                    |                                       |                     |                              |
| 7 | 7                  | "11 đầu bếp tranh tài, phần 2"        | 25 tháng 8 năm 2010 | n/a                          |
| - Thử thách đồng đội: Các đội phải làm bánh hamburger cho 100 tài xế xe tải và chính các tài xế sẽ là người bỏ phiếu chọn đội thắng cuộc. Jake là đội trưởng Đội Xanh và anh đã chọn Tracy, Whitney, Lee và Tony, để lại Sharone, Mike, David, Slim và Sheetal vào Đội Đỏ, một lần nữa Sharone làm đội trưởng. Đội Đỏ đã giành chiến thắng trong thử thách này. - Người chiến thắng Thử thách đồng đội/được miễn loại: David Miller, Mike Kim, Sharone Hakman, Sheetal Bhagat và Slim Huynh - Bài kiểm tra áp lực: Các thành viên Đội Xanh được giao nhiệm vụ nhận dạng nguyên liệu, bao gồm cả những nguyên liệu quen thuộc và những nguyên liệu hiếm. Ai trả lời được ít nguyên liệu nhất trước khi đoán sai tên nguyên liệu sẽ bị loại. - Thí sinh bị loại: Tony Carbone |                    |                                       |                     |                              |
| 8 | 8                  | "9 đầu bếp tranh tài, phần 1"         | 1 tháng 9 năm 2010  | n/a                          |
| - Thử thách Chiếc hộp bí mật: Tất cả thí sinh đều bắt buộc phải sử dụng cua Dungeness sống trong thử thách lần này. Sharone, Lee và Sheetal là ba người có món ăn xuất sắc nhất và ban giám khảo chọn món của Lee là món ngon nhất. - Người chiến thắng trong thử thách: Lee Knaz - Bài kiểm tra loại trừ: Lee được chọn một trong ba nguyên liệu để sử dụng và anh đã chọn chanh dây. Món ăn của Lee được đánh giá là xuất sắc nhất và anh giành chiến thắng trong thử thách lần này. - Người chiến thắng: Lee Knaz - Bốn thí sinh có thành tích kém nhất: Sheetal Bhagat, Slim Huynh, Tracy Nailor và Whitney Miller - Thí sinh bị loại: Slim Huynh |                    |                                       |                     |                              |
| 9 | 9                  | "9 đầu bếp tranh tài, phần 2"         | 1 tháng 9 năm 2010  | n/a                          |
| - Thử thách đồng đội: Thử thách đồng đội lần này là nấu ăn phục vụ cho 230 khách trong một tiệc cưới. Lee làm đội trưởng Đội Xanh và chọn Mike, Jake và Tracy vào đội. Còn lại Sharone, Whitney, David và Sheetal tạo thành Đội Đỏ. Sharone một lần nữa đảm nhận vai trò đội trưởng và đội Đỏ đã giành chiến thắng trong thử thách đồng đội này. - Người chiến thắng Thử thách đồng đội/được miễn loại: David Miller, Sharone Hakman, Sheetal Bhagat và Whitney Miller - Bài kiểm tra áp lực: Các thành viên Đội Xanh được giao 90 phút để nấu một món mì ống. - Ba thí sinh có thành tích kém nhất: Jake Gandolfo, Lee Knaz và Tracy Nailor - Thí sinh bị loại: Jake Gandolfo và Tracy Nailor |                    |                                       |                     |                              |
| 10 | 10                 | "6 đầu bếp tranh tài, phần 1"         | 8 tháng 9 năm 2010  | n/a                          |
| - Thử thách Chiếc hộp bí mật: Chiếc hộp bí mật lần này có nguyên liệu chính là thịt nai. Sharone, Sheetal và Whitney được chọn vào top 3 và món ăn của Sheetal được đánh giá là xuất sắc nhất. - Người chiến thắng trong thử thách: Sheetal Bhagat - Bài kiểm tra loại trừ: Sheetal được thông báo rằng chủ đề của thử thách này sẽ là món tráng miệng. Cô chọn vani làm nguyên liệu bắt buộc cho tất cả thí sinh. Món tráng miệng của Whitney đã giúp cô giành chiến thắng trong thử thách này. - Người chiến thắng: Whitney Miller - Ba thí sinh có thành tích kém nhất: Lee Knaz, Mike Kim và Sheetal Bhagat - Thí sinh bị loại: Mike Kim |                    |                                       |                     |                              |
| 11 | 11                 | "6 đầu bếp tranh tài, phần 2"         | 8 tháng 9 năm 2010  | n/a                          |
| - Thử thách cá nhân: Năm thí sinh cuối cùng được yêu cầu chuẩn bị một món ăn cho ba nhà phê bình ẩm thực chuyên nghiệp. Là người chiến thắng trong thử thách trước, Whitney có một giờ mười lăm phút để nấu món ăn của mình, trong khi bốn thí sinh còn lại chỉ có một giờ để nấu. Món ăn của David được các nhà phê bình đánh giá là ngon nhất. Món ăn của Sharone và Whitney đạt số điểm thấp nhất và họ trở thành hai người có thành tích kém nhất trong thử thách lần này. - Người chiến thắng trong thử thách: David Miller - Hai thí sinh có thành tích kém nhất: Sharone Hakman và Whitney Miller - Bài kiểm tra áp lực: Sharone và Whitney được yêu cầu làm một món soufflé sô-cô-la. - Thí sinh bị loại: Sharone Hakman |                    |                                       |                     |                              |
| 12 | 12                 | "Công bố người chiến thắng, phần 1"   | 15 tháng 9 năm 2010 | n/a                          |
| - Bán kết 1: Tập phim mở đầu với trận so tài 1 đấu 1 đầu tiên trong hai trận bán kết. Việc phân cặp được quyết định thông qua hình thức bốc thăm: Ramsay gọi tên David, người được trao quyền lựa chọn đối thủ và anh đã quyết định thi đấu với Sheetal. Ở vòng này, đề bài được đưa ra bởi chính ban giám khảo, mỗi người yêu cầu các thí sinh nấu một món ăn do họ chỉ định. Cuối cùng, chiến thắng đã thuộc về David, đồng nghĩa với việc Sheetal phải ra về. - Thí sinh bị loại: Sheetal Bhagat - Bán kết 2: Đến với vòng bán kết thứ hai, Lee và Whitney đối mặt với một thử thách tương tự: nấu ba món ăn do các giám khảo yêu cầu. Whitney đã giành quyền đi tiếp vào vòng chung kết và Lee là người phải dừng cuộc chơi. - Thí sinh bị loại: Lee Knaz |                    |                                       |                     |                              |
| 13 | 13                 | "Công bố người chiến thắng, phần 2"   | 15 tháng 9 năm 2010 | n/a                          |
| - Chung kết: Ở trận thi đấu cuối cùng, hai thí sinh bước vào vòng chung kết có cho mình 2 giờ đồng hồ để nấu các món ăn do họ tự lựa chọn, bao gồm: món khai vị, món chính và món tráng miệng. Whitney đã chọn món bánh ngô giòn được phủ một lớp đậu trắng xay nhuyễn cùng với tôm và sốt củ cải xanh làm món khai vị, món chính của cô đưa ra là gà rán kiểu miền quê với bông cải xanh và món tráng miệng là bánh pudding sô-cô-la trắng với phần sô-cô-la được xay nhuyễn đi kèm với sốt sô-cô-la trắng mà mâm xôi đỏ. David quyết định làm món ceviche sò điệp ăn kèm với kem đậu tươi và súp bạc hà cho món khai vị, bò Wellington cho món chính và bánh crepe xuân đào cho món tráng miệng. - Chung kết 2: David Miller và Whitney Miller - Người chiến thắng được chọn: Whitney được ban giám khảo quyết định là người chiến thắng trong vòng thi cuối cùng và cô cũng là quán quân đầu tiên trong phiên bản được làm mới của MasterChef. - Người chiến thắng cuộc thi MasterChef: Whitney Miller |                    |                                       |                     |                              |